# Ajeti
Ajeti je priimek v Sloveniji, ki ga je po podatkih Statističnega urada Republike Slovenije na dan 1. januarja 2010 uporabljalo 10 oseb in je med vsemi priimki po pogostosti uporabe uvrščen na 18.624. mesto.

## Znani tuji nosilci priimka
- Idriz Ajeti (*1917), kosovski jezikoslovec, albanolog
- Melihate Ajeti (1935—2005), kosovska igralka